# 三次市立粟屋小学校
三次市立粟屋小学校（みよししりつ あわやしょうがっこう）は、広島県三次市にある公立の小学校である。通称「粟屋小（あわやしょう）」。

## 沿革
- 1882年9月 -「粟屋東大平分校」として創立。
- 1886年9月 -「粟屋東簡易小学校」と改称。
- 1900年8月 -「粟屋東尋常小学校」と改称。
- 1926年5月 -「粟屋尋常高等小学校」と改称。
- 1941年4月 -「粟屋国民学校」と改称。
- 1950年4月 -「粟屋村立粟屋小学校」と改称。
- 1954年10月 - 粟屋村が他の町村と三次市を新設した事に伴い、「三次市立粟屋小学校」と改称。
- 1969年4月 - 北分校が廃校となる（北分校々区の児童達は、同月より三次小学校に通学する事に）。
- 2005年4月 - 三次市立粟屋西小学校と統合。学校名は変わらず、「三次市立粟屋小学校」。

## 所在地
- 広島県三次市粟屋町2349番地

## 交通
- 芸備線西三次駅下車徒歩14分